# Croix de la Passion (Monségur)
La croix de la Passion est une croix de chemin située sur la commune de Monségur, dans le département français de la Gironde, en France.

## Localisation
La croix se trouve dans l'est de la ville, sur l'avenue de la Porte-des-Tours, à l'entrée d'une place qui sert au stationnement, en face des allées où est implanté le monument aux morts.

## Historique
La croix fut édifiée en 1808 à l'occasion d'une mission destinée à expier la mort du curé de Cours qui fut guillotiné en 1794 ; elle porte les attributs de la Crucifixion (dits Arma Christi), couronne d'épines, bourse de Judas, clous, échelle de la descente de croix, colonne de flagellation, tenailles, pichet d'eau et de vinaigre, tenailles, fouet de la flagellation, marteau et les deux lances des centurions romains ainsi que des symboles de la Cène et ceux de la mort ; elle est inscrite au titre des monuments historiques par arrêté du  24 janvier 2011.

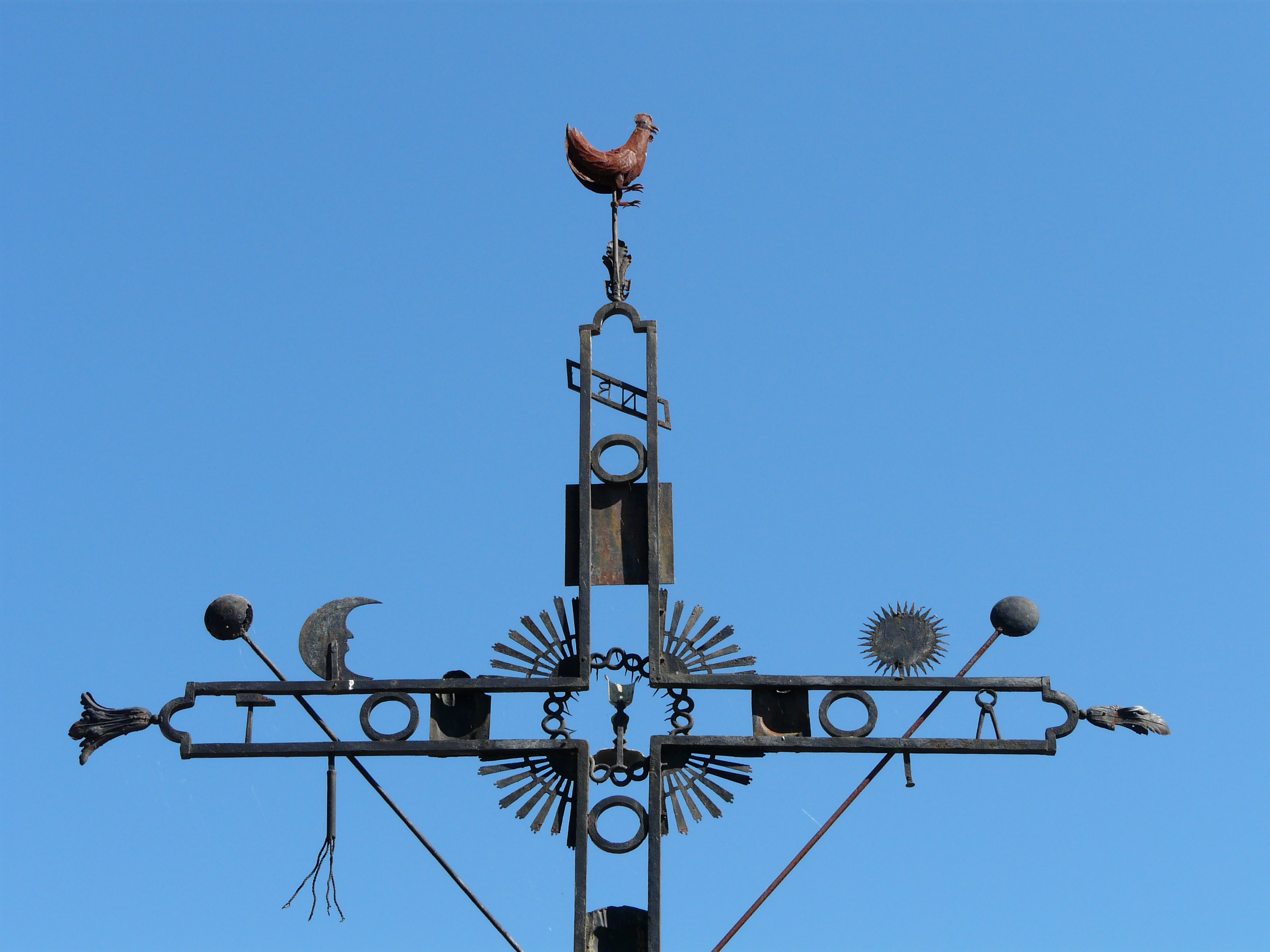
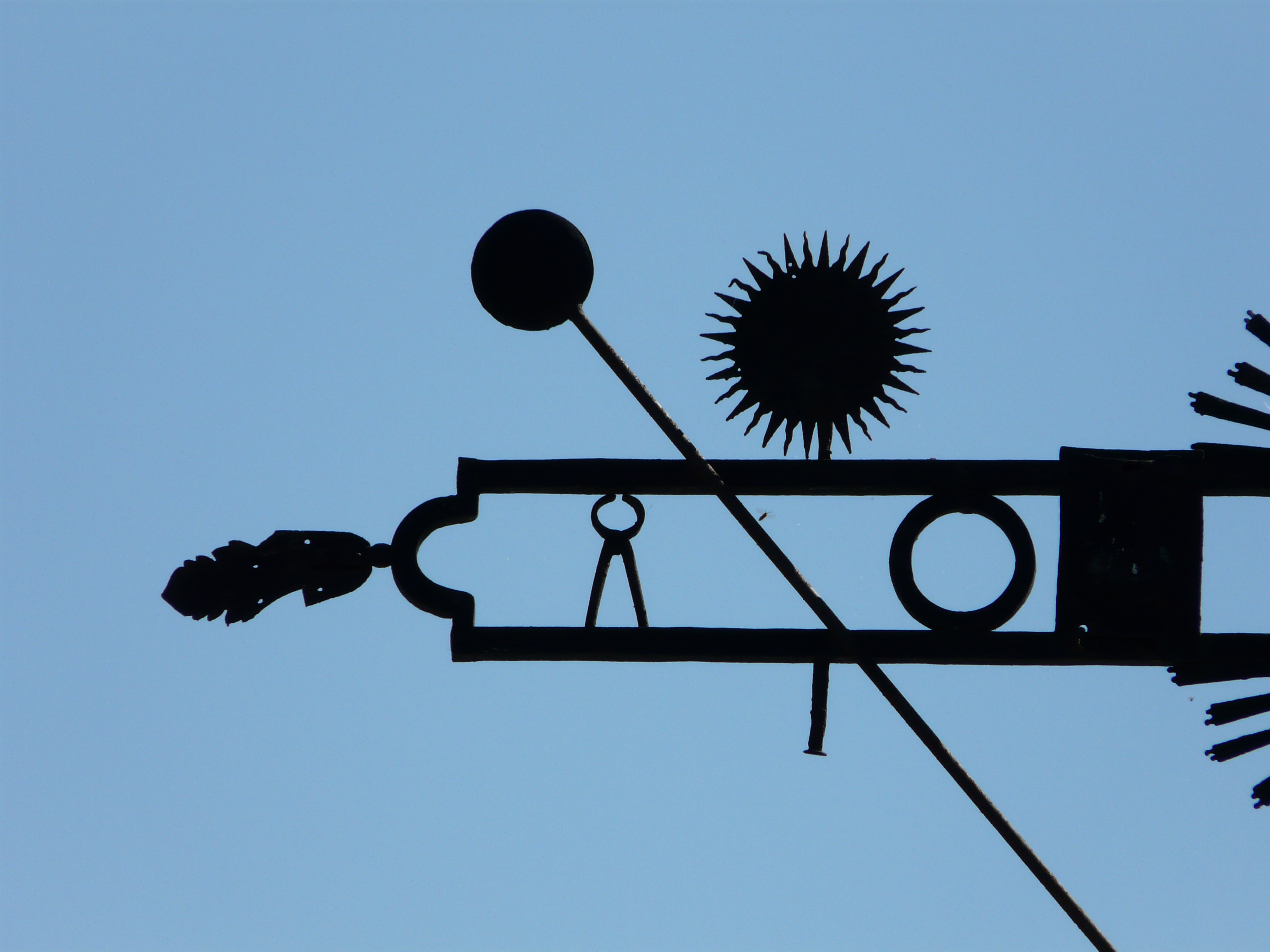
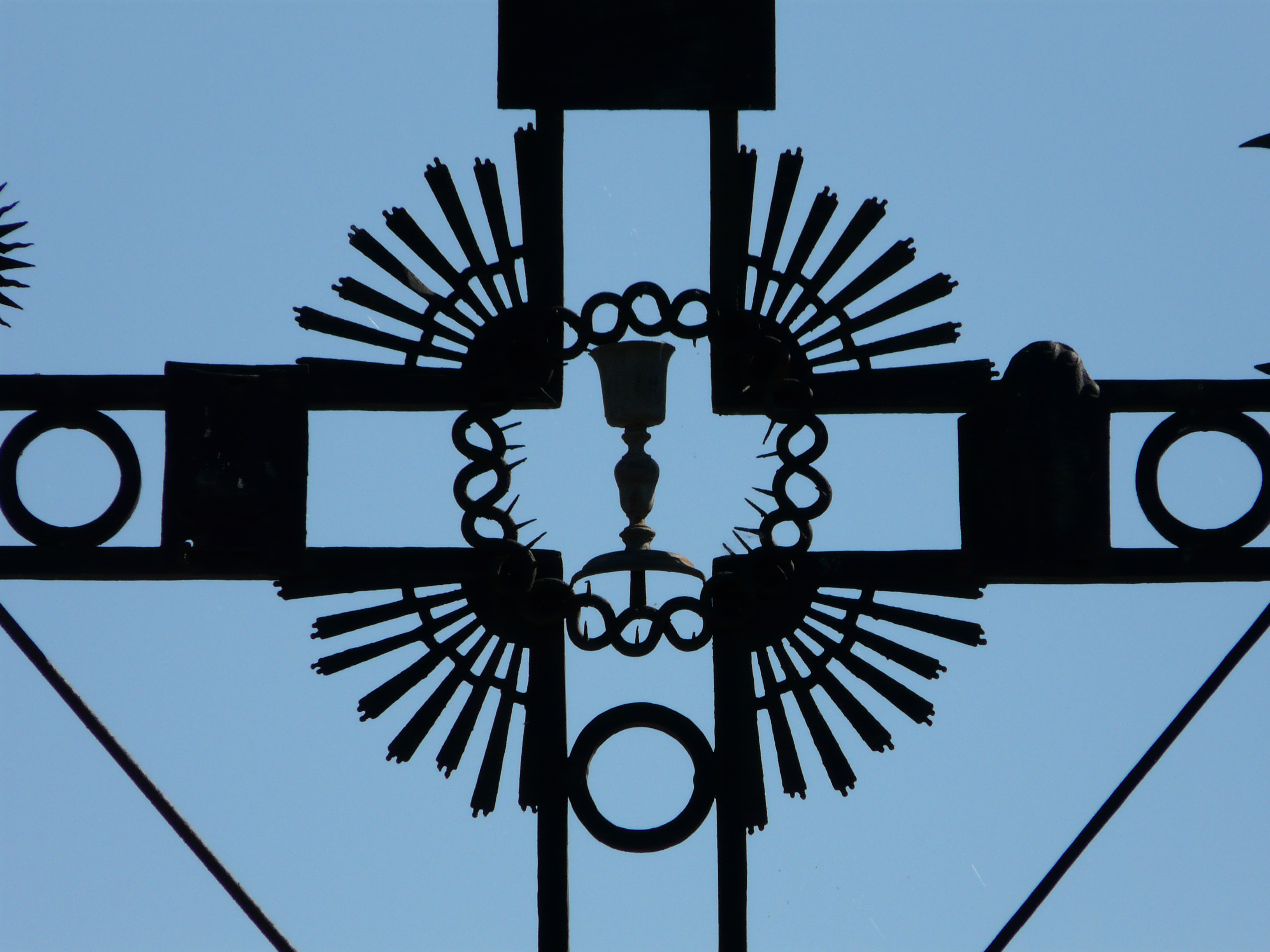
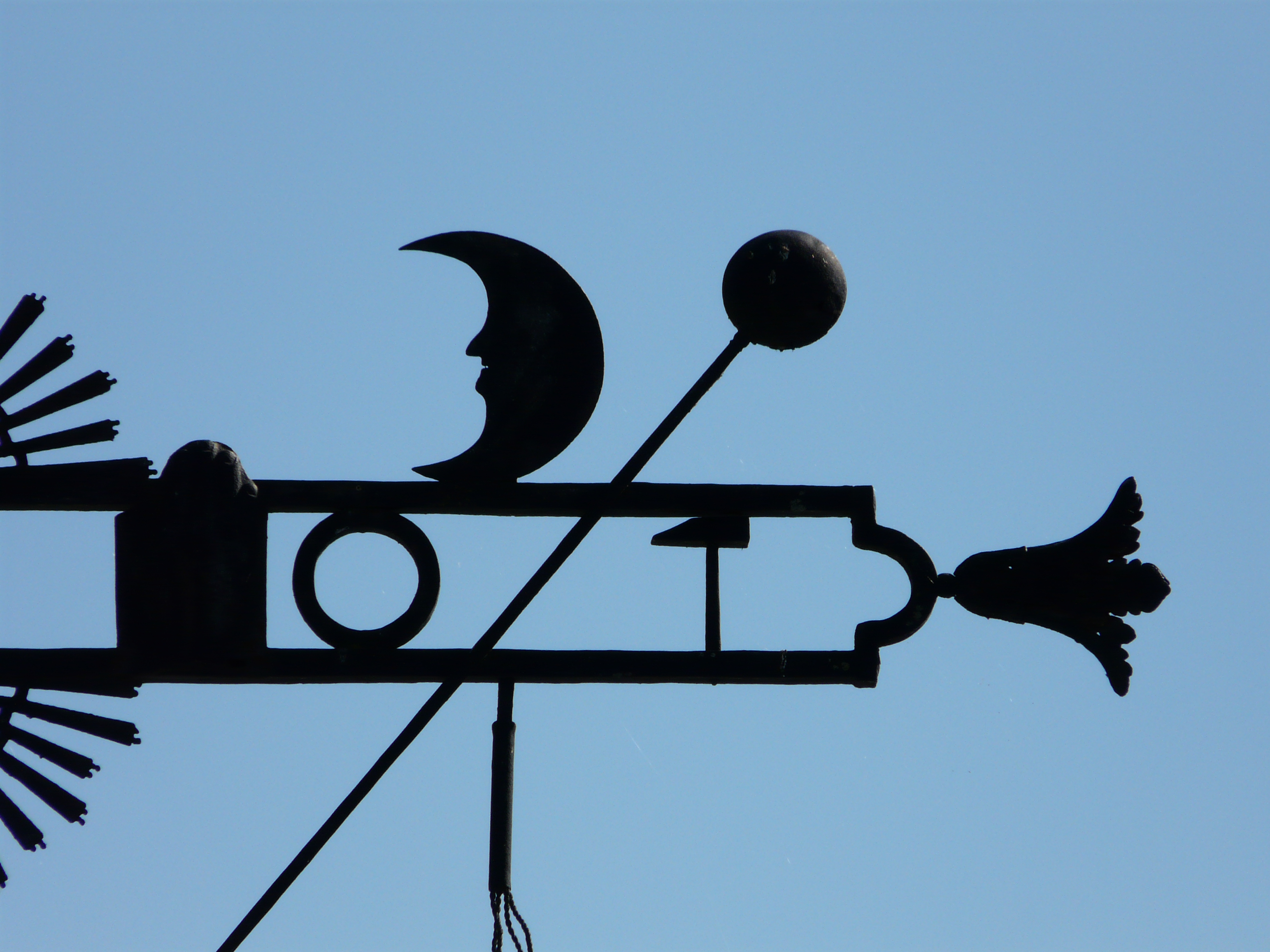
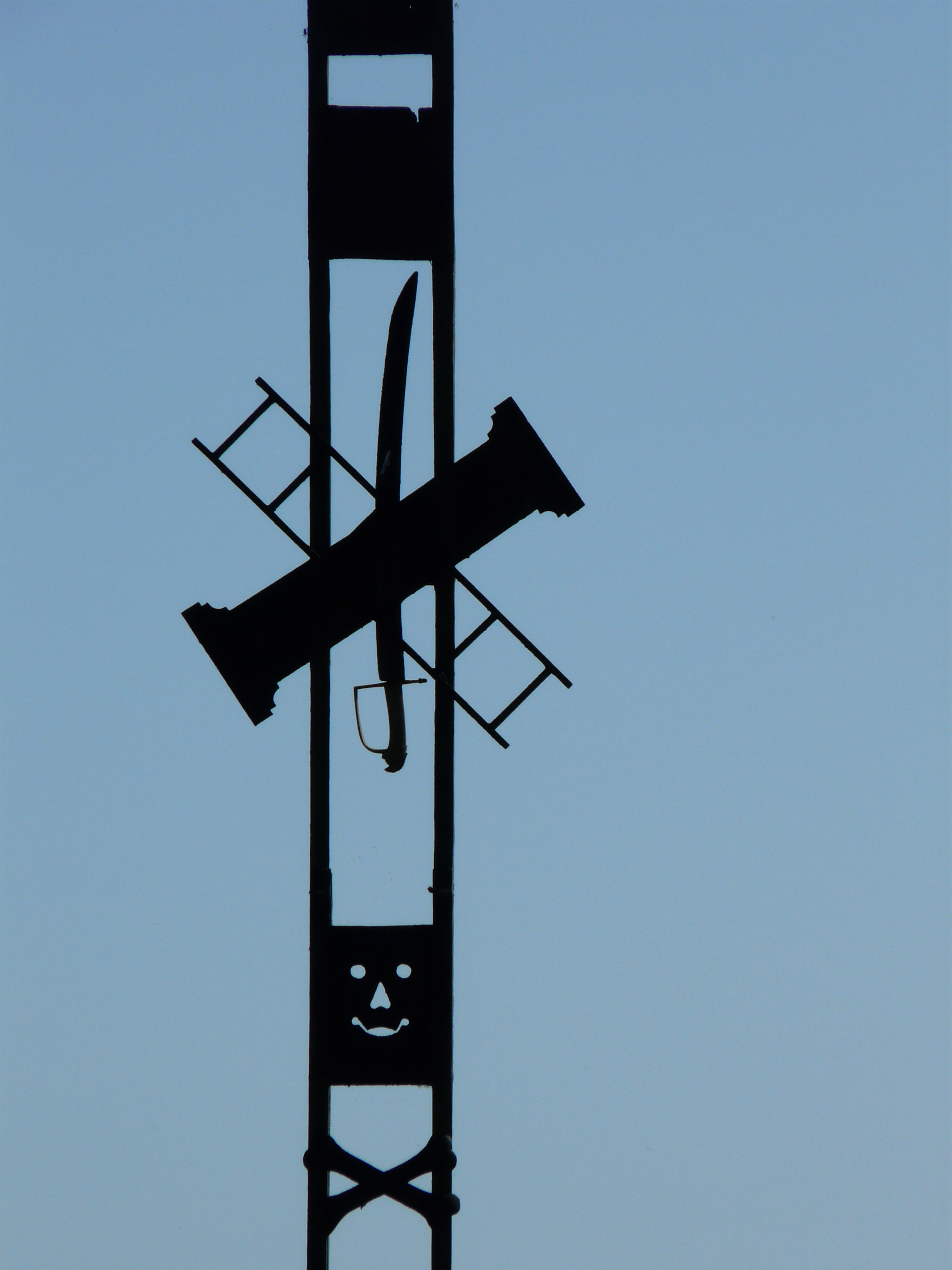
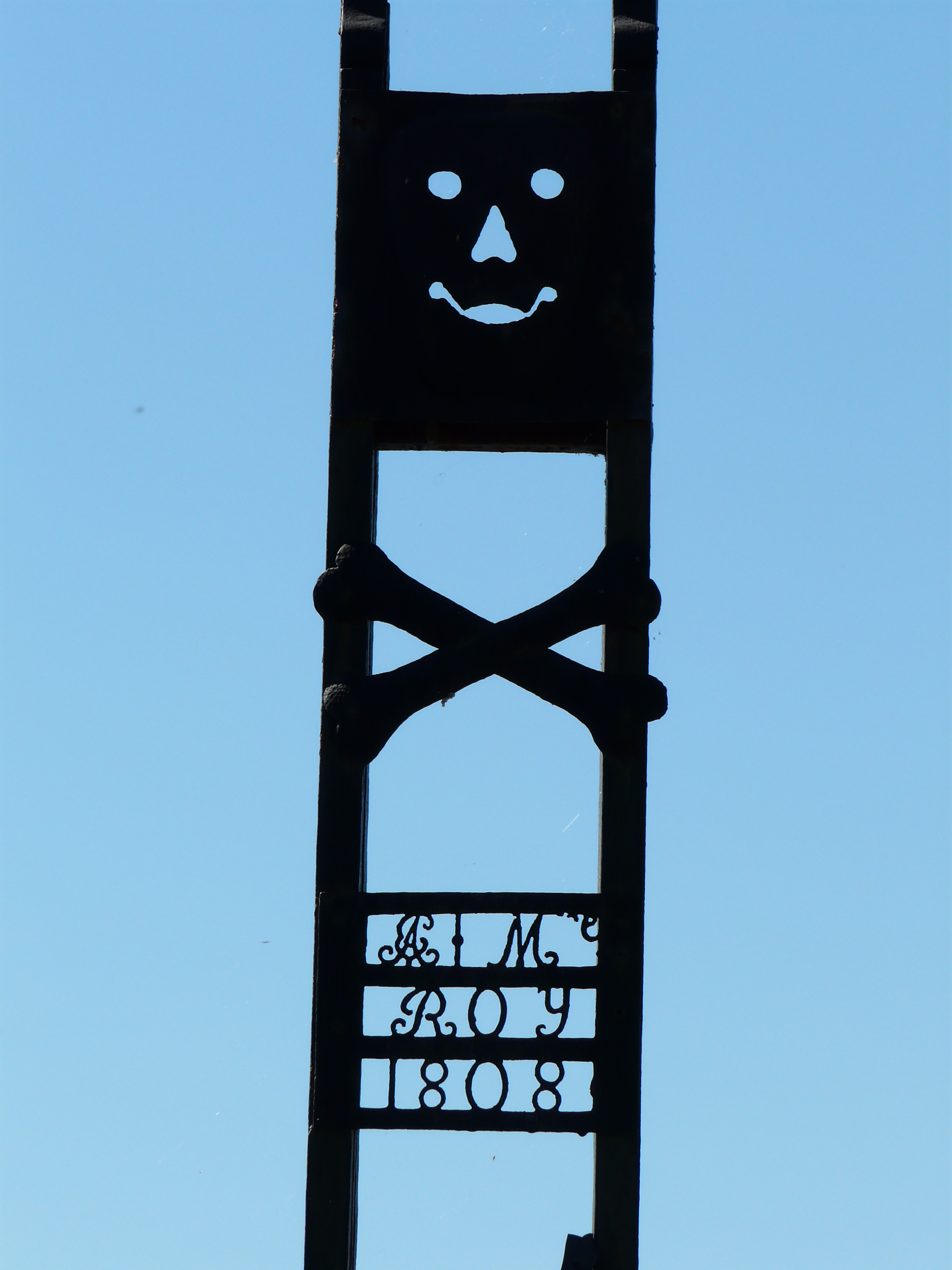
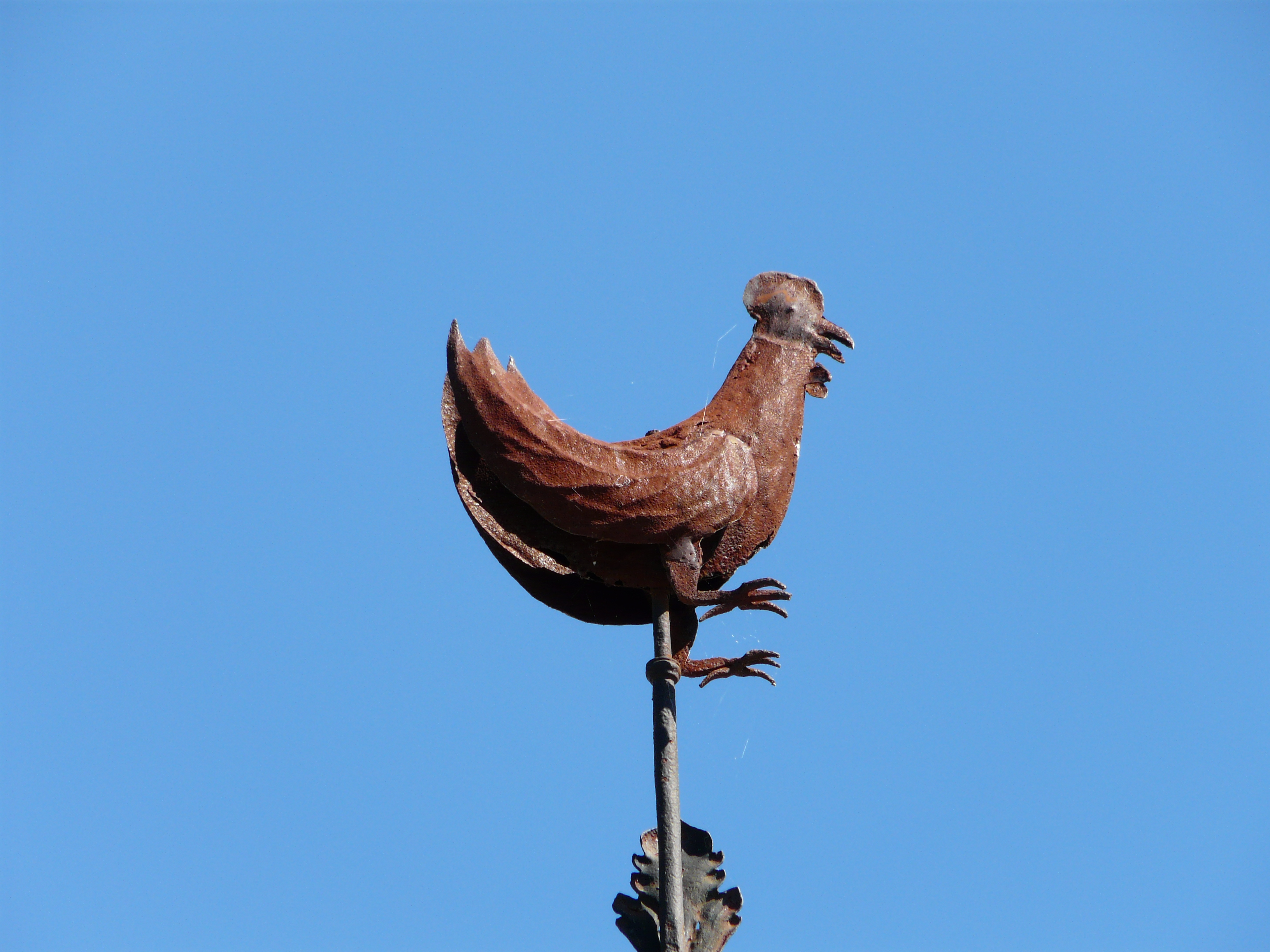